# كاتيا نايبرج
كاتيا نايبرج (بالفنلندية: Katja Nyberg) مواليد 24 أغسطس 1979 في ستوكهولم، هي لاعبة كرة يد فنلندية معتزلة لعبت كظهير أيسر. مثلت منتخب النرويج لكرة اليد للسيدات في 99 مباراة. شاركت في دورة الألعاب الأولمبية الصيفية سنة 2008.

## الميداليات
| الميدالية | المسابقة                            |
| --------- | ----------------------------------- |
| ذهبية     | الألعاب الأولمبية الصيفية 2008      |
| فضية      | بطولة العالم لكرة اليد للسيدات 2007 |
| ذهبية     | بطولة أوروبا لكرة اليد للسيدات 2004 |
| ذهبية     | بطولة أوروبا لكرة اليد للسيدات 2006 |
| فضية      | بطولة أوروبا لكرة اليد للسيدات 2002 |

## روابط خارجية
- كاتيا نايبرج على موقع الاتحاد الأوروبي لكرة اليد (الإنجليزية)
- كاتيا نايبرج على موقع الاتحاد النرويجي لكرة اليد (النرويجية)
- كاتيا نايبرج على موقع اللجنة الأولمبية الدولية (الإنجليزية)
- كاتيا نايبرج على موقع أوليمبيديا (الإنجليزية)